# Plac Lenina w Nowosybirsku
Plac Lenina w Nowosybirsku (ros. Площадь Ленина, Płoszczad´ Lenina) – główny plac miejski w rosyjskim mieście Nowosybirsk.

## Historia
Plac istniał jeszcze w czasach Imperium Rosyjskiego, gdy miasto nosiło nazwę Nowonikołajewsk, a samo miejsce nosiło nazwę Nowego Placu Targowego (ros. Новая Базарная площадь). Po przewrocie bolszewickim i zakończeniu rosyjskiej wojny domowej zwycięzcy bolszewicy, 15 sierpnia 1920 roku, nadali placowi i piętnastu innym ulicom nowe nazwy. Od tej pory znany był on jako plac Czerwony (ros. Красная площадь). W 1922 roku władze miasta zdecydowały o zmianie nazwy placu, który został przemianowany na Plac Ofiar Rewolucji (ros. Площадь жертв революции). Do kolejnej zmiany doszło po śmierci bolszewickiego przywódcy, Włodzimierza Lenina. Na nadzwyczajnym spotkaniu rady miejskiej, 24 stycznia 1924 roku, zdecydowano zmienić nazwę tego miejsca na Plac Lenina. 
W latach dwudziestych XX wieku planiści nowosybirscy rozpoczęli proces nowego zagospodarowania przestrzennego placu. Do kilku budynków pochodzących sprzed przewrotu bolszewickiego, m.in. budynku poczty, zaczęto dodawać nowe, np. tzw. Dom Lenina powstał w 1925 roku oraz Bank Przemysłowy, ukończony w 1926 roku. W następnych kilku latach powstają kolejne budynki sowieckiej użyteczności publicznej, m.in. szkoła partyjna, szpital oraz kolejny bank. Sam plac uległ powiększeniu, swe miejsce znalazł tu parking, a także publiczny park. W maju 1931 roku rozpoczęto budowę Teatru Opery i Baletu, budynku który miał się stać symbolem miasta. Budowa trwała prawie piętnaście lat i została ostatecznie ukończona w maju 1945 roku. 17 października 1935 roku sowieckie władze dokonują kolejnej zmiany nazwy placu, tym razem na cześć Józefa Stalina będzie on nosić nazwę plac Stalina (ros. Площадь Сталина). Nazwa ta przetrwać miała do czasu dojścia do władzy Nikity Chruszczowa i ostatecznie w 1961 roku w ramach procesu destalinizacji powrócono do nazwy Plac Lenina, która przetrwać miała rozpad Związku Radzieckiego i narodziny Federacji Rosyjskiej. 5 listopada 1970 roku, z okazji pięćdziesiątej trzeciej rocznicy Rewolucji Październikowej i setnej rocznicy urodzin Włodzimierza Lenina, na nowosybirskim placu jego imienia odsłonięty został Pomnik Lenina. 

## Charakterystyka
Plac Lenina jest centralnym miejscem na mapie Nowosybirska. Z uwagi na swoje położenie u zbiegu kilku największych arterii drogowych w mieście, m.in. Krasnego Prospektu oraz położenia w pobliżu Nowosybirskiego Dworca Pasażerskiego pełni on ważną funkcję transportową. W pobliżu placu ustyowany jest także Park Centralny, jedno z ulubionych miejsc rekreacyjnych mieszkańców Nowosybirska. Przy placu Lenina swe siedziby mają m.in.:
- Nowosybirski Państwowy Teatr Opery i Baletu
- Nowosybirska Państwowa Filharmonia mieszcząca się w Domu Lenina
- Nowosybirskie Państwowe Muzeum Krajoznawcze
- Administracja Miasta Nowosybirska[2]

## Stacje metra
- Stacja Plac Lenina